# Suzuki Gladius
Die Suzuki Gladius ist ein Motorrad der Kategorie Naked Bike (Sporttourer) des japanischen Herstellers Suzuki.
Die Suzuki Gladius wurde im Jahr 2009 ins Modellprogramm aufgenommen als Nachfolgerin der erfolgreich verkauften SV 650.
Änderungen erfuhr die Gladius im Vergleich zu ihrer Vorgängerin dabei hauptsächlich am Rahmen und der Optik. Der V2-Motor mit Doppelzündung, Saugrohreinspritzung und geregeltem Katalysator ist beinahe unverändert von der SV 650 übernommen worden und erfüllt die Euro-3-Abgasnorm.
Das Fahrwerk lässt sich an Front und Heck jeweils in der Federvorspannung anpassen. Die Anzeigeinstrumente bestehen aus einem Mix aus Analog- und Digitaltechnik (LCD) und integrieren eine Ganganzeige.
Seit 2010 wird die Suzuki Gladius im deutschsprachigen Raum nur in der ABS-Version angeboten.
Zum Modelljahr 2016 wird sie von der neu aufgelegten SV 650 ersetzt, die mit weniger Gewicht und etwas mehr Leistung vor allem in der Optik geändert wurde.
Seit 2015 gibt es die Suzuki Gladius Trophy. Im Jahr 2015 fand sie im Rahmen der IDM auf Rennstrecken in Deutschland und Belgien statt. Der Meister der Klasse hieß im 1. Jahr Kai-Uwe Lenz. 2016 gewann sein Neffe Pascal Lenz den Cup.

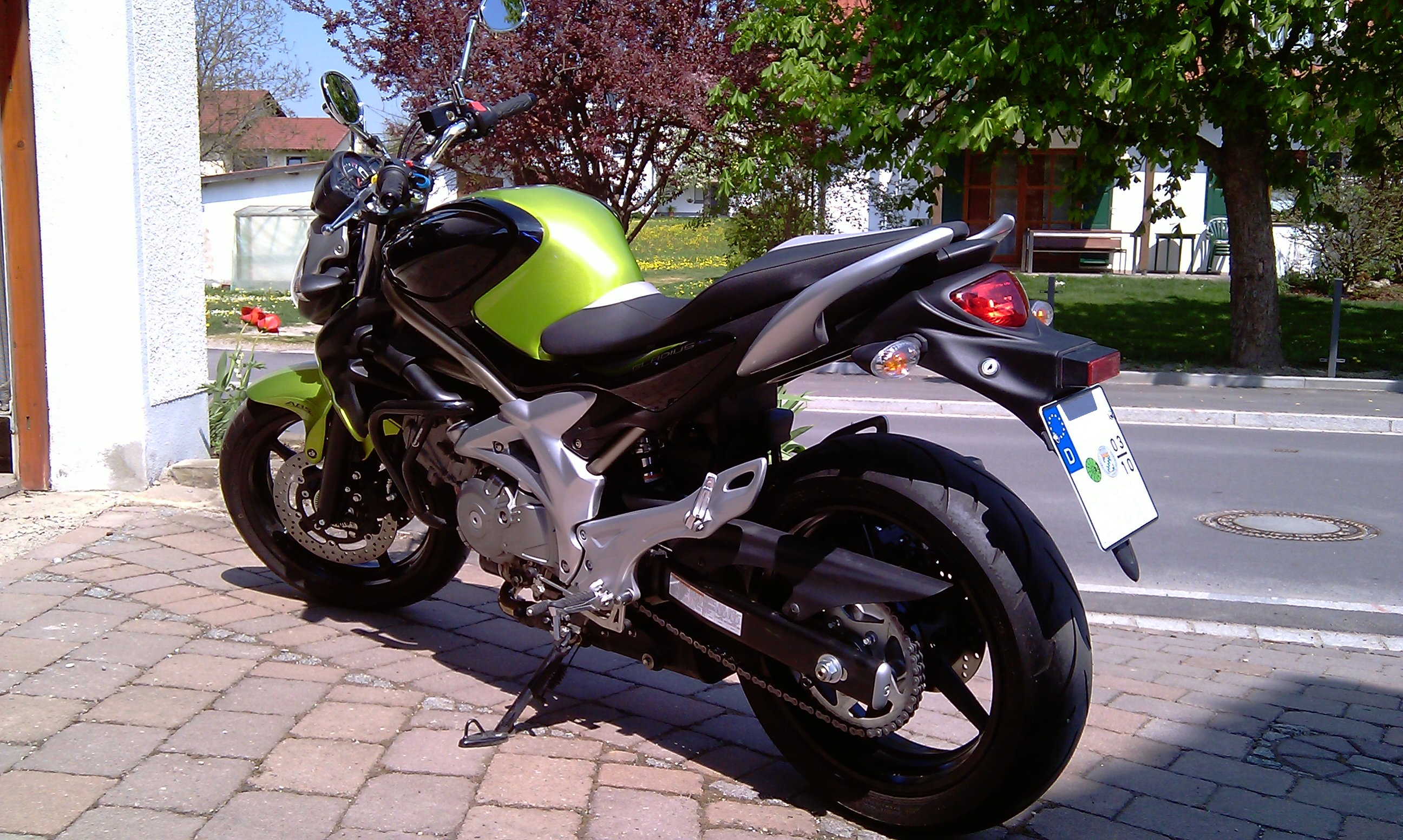
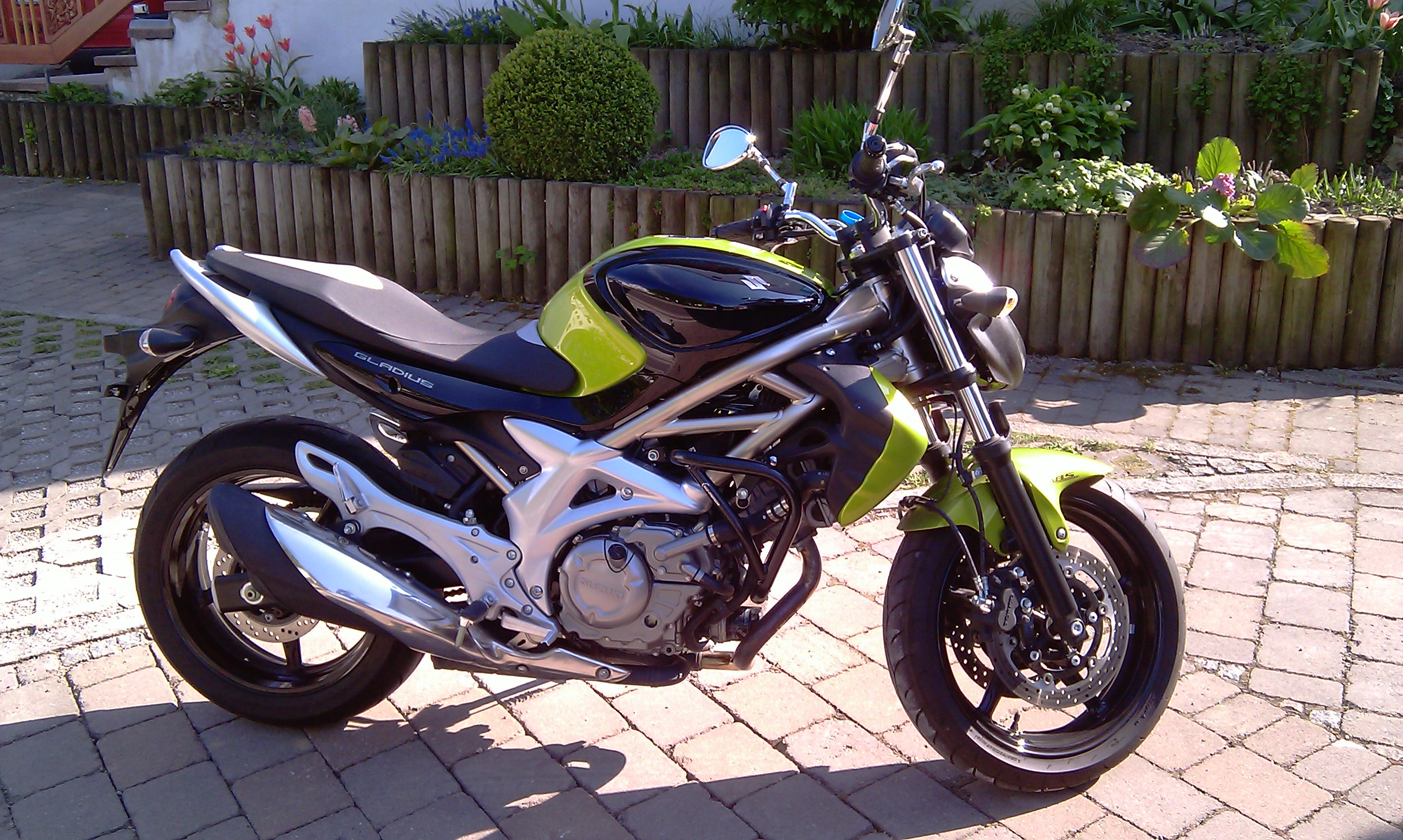

## Neuzulassungen in Deutschland
| Jahr | Quelle | Neuzulassungen |
| ---- | ------ | -------------- |
| 2014 | [ 1 ]  | 1.128          |
| 2013 | [ 2 ]  | 1.060          |
| 2012 | [ 3 ]  | 1.084          |
| 2011 | [ 4 ]  | 1.256          |
| 2010 | [ 5 ]  | 1.428          |
| 2009 | [ 6 ]  | 1.238          |